# 유진길
유진길(劉進吉, 1791년 ~ 1839년 9월 22일)은 조선의 천주교 박해 때에 순교한 한국 천주교의 103위 성인 중에 한 사람이다. 세례명은 아우구스티노(Augustinus)이다.

## 생애

### 출생과 가문
유진길은 한양에 있는 조상 대대로 역관을 지내온 한 중인 가문에서 태어났다. 그는 한국 천주교 순교자들 중에서 벼슬을 지냈던 세 사람 중에 한 사람이며, 103위의 성인들 중에 가장 어린 13살의 순교자인 유대철 베드로의 아버지이다.

### 진리의 탐구
그는 깊은 사색을 즐기는 사람으로 알려져 있었다. 자연 현상의 기원과 의미에 대하여, 특히 사람의 기원에 대한 철학적 종교적 진리에 대하여 호기심이 많았던 그는 그것에 대한 해답을 찾기 위해 성리학 문헌들을 정독하느라 수많은 밤을 보냈다. 그러나, 그는 고전을 공부하면 할수록 더 불만족스러웠다. 그는 (한국 전통의 현실 해석인) 태극음양설과도 가까워졌다. 그의 탐구열은 그를 도교와 불교의 가르침에 대해서도 연구하도록 만들었다. "무엇이 우주의 기원일까? 성리학이 말하는 리(理)일까 아니면 불교의 공(空)일까 또는 도교의 무(無)일까?"

### 천주교의 학습
그는 젊을 때, 체포되어 죽임을 당한 천주교인들에 대한 이야기를 들었다. 그는 그들이 공부했던 책들이 그에게 어떤 도움이 될 수 있지 않을까 생각했다. 하루는 그가 집 구석에 숨겨진 한 낡은 궤짝을 발견했다. 그 안은 "삶의 영성"과 "깨달음의 영성", "영혼" 등의 단어들이 쓰여진 종이 더미가 차곡히 들어 있었다. 그러한 단어들은 그가 여태 봐왔던 어느 책에서도 본 적 없는 것들이었다. 그는 그 종이들을 떼어 모으는 도중에 《천주실의》(하느님의 진정한 뜻)이라고 불리는 책의 일부를 발견했다.
조선 최초의 그 천주교 저작들은 공무상 베이징에 갔던 외교관들이나 통역관들을 통해 조선어로 번역되어온 것이었다. 유진길의 가족이 통역관으로 청나라를 왕래한 이래로 그들도 그 책들을 가지고 들어왔다. 그러나, 1801년 신유년의 박해 동안에, 온 백성들에게 서학을 다루는 모든 문헌을 파기하라는 국령이 떨어지자, 유진길의 가족은 낡은 궤짝을 수선하여 그 책을 숨겼던 것이었다.
유진길은 찢어진 쪽들을 몇 번씩 읽었다. 그것들은 여태 그를 괴롭혔던 질문들에 근접해 있었다. 그러나 몇 쪽만으로는 그가 만족하기에는 충분치 않았다. 그는 완전한 사본을 찾기를 원했고 어디에서 천주교인들을 만날 수 있는지에 대해서 문의했다. 어느날 그는 1801년에 순교한 이경도 가롤로와 이순이 루갈다의 동생 이경언 바오로를 만났다. 그들은 긴 대화를 나누었고 그들이 서로 같은 마음을 가지고 있음을 알았다. 유진길은 《천주실의》를 비롯해서 서학에 관한 다른 서적들도 몇 권을 빌렸다. 그는 세상을 창조하고 관리하는 누군가에 대해 알게 되었다. 그것은 성리학이 말하는 기본 원리도 불교의 공(空)도 도교의 무(無)도 아녔다. 그것은 천국에서 주재하는 주님이었다. 또한, 인간은 몸 뿐만 아니라 영혼도 가지고 있으며, 따라서 사람들이 죽으면 몸은 썩어 없어지지만, 영혼은 불멸로 하느님의 최후 심판을 받는다고 했다.
그는 무릎을 꿇고 앉아서 경탄하였다. "인류의 진짜 본성은 자라고 살찌는 데 있는 것이 아니라 영혼이 밝고 아름답게 빛날 때까지 그것을 연마하는데 있구나. 이것이 참으로 온당한 진리로구나." 그는 마치 자신의 영혼의 눈이 열린 듯 느꼈고 먹구름 사이로 비추는 태양을 바라보았다.
그는 이경언을 다시 찾아가 그로부터 주의 기도와 성모송 그리고 십계명을 배웠다. 그리고 곧바로 그는 입교할 의사를 밝혔다. 그는 서학과 동양 사상의 만남을 통해 그의 가장 큰 문젯거리를 해결했다. 그는 정하상 바오로를 비롯하여 여러 천주교인들에게 알려졌다.
그 당시, 1801년 신유년의 박해로 인하여, 베이징에서 온 청국인 사제 주문모 신부가 순교하자, 조선에는 사제가 한 명도 없게 되었다. 살아 남은 천주교인들은 교회의 재건과 청나라에서 또 다른 사제를 모셔오고자 고투했다. 유진길은 세례를 받지 않았음에도 불구하고 정하상의 교수로 인해 매일마다 아침 기도와 저녁 기도를 암송했으며 충실하게 십계명을 따랐다.

### 청나라 순례
1824년 10월에 동계 외교 사절단이 청나라로 가기 위해 준비를 마쳤다. 유진길은 그 기회를 놓칠수 없어서 자신이 통역관에 선발되는 것과 하인으로 양반 정하상이 하인으로 변장하여 함께 동행할 수 있도록 온갖 노력을 쏟았다.
그 사절단은 무사히 베이징에 도착했다. 두 명의 천주교인이 그 무리를 빠져나와 베이징의 주교를 찾아갔다. 유진길은 청국어로 그에게 세례성사를 요청했다. 주교는 먼 곳에서온 그 손님들을 맞이한 것을 아주 기뻐하였지만 유진길이 교회의 가르침에 대해 얼마나 잘 알고 있는지에 대해서 알기 위해 그에게 질문을 해야겠다고 생각했다. 유진길은 교리서에 있는 데로 정확히 질문에 답변했다. "인간은 왜 이 세상에 태어났습니까?" "하느님을 알고 경배하기 위해서이며 그들의 영혼을 구원 받기 위해서 입니다..." 주교는 박해 받고 성직자도 없는 조선의 교회에서 그처럼 열정적이고 잘 교육받은 신자가 나올 수 있음에 경탄하며 이렇게 외쳤다. "이것은 참으로 하느님의 기적입니다."
유진길은 특별 미사 중에 세례를 받았다. 사제가 낭송했다. "이것을 받아 먹어라. 이는 너희를 위하여 내어줄 내 몸이다." 유진길은 마치 예수의 피가 전신의 혈관을 통해 흐르는 것처럼 느꼈다.
그는 숙소로 돌아왔지만 잠을 이룰 수 없었다. 그는 어두운 방에서 그의 심장이 환하게 빛나는 것처럼 느꼈다. 그는 심원한 영적 체험에 감동하여 무릎을 꿇고 기도했다. "하느님, 저는 당신께서 저를 세례로 이끌어 주신 놀라운 경험에 대하여 당신께 감사드립니다. 저희 나라에 사제들을 보내시어 어둠 속에서 살고 있는 사람들이 성체를 모시는 기쁨을 누릴 수 있도록 하여 주소서. 비록 고난이나 박해가 찾아온다 하여도 이 어리석은 종이 저희 나라의 눈을 여시는 주님의 뜻 안에서 제 삶을 내놓아 당신을 증언하기를 바랍니다. 저에게 깊은 신앙과 저에게 필요로 되는 힘과 용기를 주소서. 아멘"
베이징에서 조선의 사절단은 사제들에게 실제 과학과 서양의 발명에 대해서 배웠다. 그들은 서양인 사제들과의 토론을 통해, 서양 학문의 많은 부분과 친숙해지게 되었다. 그들은 특히 중국이 세상의 중심이 아니며 세계에서 가장 문명화된 나라도 아니라는 것에 대해 놀라움을 금치 못했다. 그들은 인간이 귀족이나 평민으로 창조된 것은 아니며, 그 구분은 귀족이 평민을 억압하는 사회 체계라는 것에 대해서도 아연해했다. 교회의 가르침에 따르면, 인간은 하느님 앞에서 모두 동등하며 모두 하느님의 아들 그리스도의 형제자매인 것이었다.
평등이라는 말과 더불어 유진길의 귀에 들리는 범애 그리고 자유는 마치 그가 그 주변에서 중국 현인들이 무너져 내리는 것처럼 느끼도록 만들었다. 또한 그는 마치 그가 큰 천둥 소리를 듣고 골고타 언덕을 오르는 예수를 보는 것처럼 느꼈다. 그것은 그에게 있어서 신앙의 표시였고 하느님의 발견이었다. 그는 베이징으로 떠나기 직전까지도 죽음을 두려워 하지 않는 신앙을 지니고 있었지만, 서양인 사제들과의 만남 이후로 그의 깨달음은 더욱 깊어졌고 그의 안목은 더 밝게 자라났다.

#### 교황에게 보낸 호소문
조선의 천주교인들은 그들의 신앙으로 인해 조선 백성의 의식에 대한 엄청난 변화를 이끌게 되었다. 하느님을 알지 못하는 한 나라에서, 그들은 삶을 변화시킬 씨앗을 뿌리게 되었다. 그러함은 그들이 가진 진리에 대한 사랑과 하느님의 섭리에서 기인한 것이다. 유진길과 정하상은 사제들에게 그들을 맞이했던 주교와 만나기를 청했고 조선 교회의 결핍에 대해서도 말했다. 유진길은 그들에게 그들이 주교를 만나기 위해 극복해야 할 어려움에 대해서 이야기했다. 그들의 교회는 매우 초라한 상태인데, 거의 20년 동안 한 명의 사제도 없었다. 유진길은 청나라로 와서 세례성사를 받을 수 있었기에 행운이었지만, 조선에는 세례성사를 받을 수 없는 많은 예비 신자들과 견진성사와 고해성사 그리고 성체성사 등의 성사를 받을 수 없는 많은 신자들이 있었다. 주교는 그들의 말을 듣고는 유감스럽다는 듯 말했다. 청나라에서도 역시 박해로 인해 마음대로 사제들이 입국할 수 없으며 따라서 조선으로 보낼 사제 또한 없다는 것이었다. 그러나, 그 주교는 만일 그들이 교황에게 그들이 처한 상황을 직접 설명한다면, 그들의 요청을 지지해 줄 수 있는 모든 것을 다할 것이라고 했다. 유진길과 정하상은 그들을 도와주겠다는 주교의 약속에 용기를 얻었다. 그들은 숙소로 복귀해서 사제들을 요정하는 다음의 편지를 작성했다. 그들은 만일 그 편지가 조선 조정에 발각된다면, 그것은 또 다른 박해를 낳을 것임을 알고 있었으므로 그들의 이름을 "암브로시오 외"라고 적었다.
| “ | 교황 성하님께, 저희는 떨리는 마음으로 성하님께 인사드리며 당신의 도움을 요청합니다. 박해로 인해 주문모 신부가 순교한 이래, 복음의 전파가 봉쇄되어 있습니다. 천 여명의 교우들이 숨어 살고 있으며, 전도나 증언은 미미하게 이루어질 수 있을 뿐입니다. 조선 교회의 가르침이 아무리 진실된 것이라 하여도, 만일 그 교회가 현재의 형태를 지속한다면, 진실은 소진될 것입니다. 저희의 머리가 아둔하여, 교회의 가르침이 열매를 맺지 못하였으며 하느님의 은총 또한 가로막혀 있습니다. 노환이나 병으로 죽는 사람들은 종부성사를 받을 수 없으며 비탄에 빠진 채 자신들의 무덤으로 옮겨집니다. 그들이 떠나고 남은 사람들은 슬픔을 견디며 삶이 지쳐갑니다. 슬픔과 고통이 서서히 저희의 마음을 잠식하고 있습니다. 그러므로, 위험에도 불구하고 우리는 여러 차례 베이징의 주교에게 저희를 도와달라고 요청했습니다. 그 주교는 우리와 걱정을 같이 하며 죄에 빠진 영혼들에게 새로운 삶을 부여하기 위하여 사제들을 보내기를 희망합니다. 하지만, 그가 보내줄 사제는 아무도 없습니다. | ” |

그들은 이러한 방식으로 조선의 상황을 설명한 뒤, 마카오에 그들을 도우러 올 수 있는 선교사들이 있을지도 모름을 암시했다. 이어서 그들은 사제들이 올 수 있는 방법을 서술했다. 만일 그들이 배로 온다면, 선원이 몇 명 필요할지, 회피해야 할 위험은 무엇인지, 최선의 상륙지는 어디인지 그리고 그들이 만날 수도 있는 관리들을 다루는 방법 등이 그 내용이다.
그들은 교황에게 보내는 편지를 작성해서 주교에게 건넸다. 그리고 주교는 그 편지를 마카오에 있는 표교성성의 대표부로 보냈다. 그 곳의 부대표 움피에레스 신부가 그것을 라틴어로 번역하여 1826년 12월 3일에 교황에게 보냈다.

### 귀국과 포교
유진길과 정하상은 조선으로 돌아와서 남명혁을 비롯한 천주교 공동체들의 지도자들에게 자신들이 교황에게 보낸 편지에 대한 자초지종을 알렸다. 그 소식은 무너져가는 교회에 새로운 희망과 용기를 불어넣었다. 유진길이 집으로 돌아왔을 때, 기쁜 소식이 기다리고 있었다. 그는 아들을 얻었는데, 그가 유대철 베드로이다.
유진길과 그의 동료들의 호소문으로 인하여 1831년 9월 9일에 교황 그레고리오 16세는 조선에 베이징에서 분리된 하나의 대목구를 설정했고 파리 외방전교회의 바르톨로메오 브뤼기에르 신부를 그곳의 초대 주교로 임명했다. 그 시작은 1826년의 그 서신이 교황의 마음을 움직인 데에서 비롯된 것이다.
태국 방콕에서 근무하고 있던 브뤼기에르 신부는 1832년 7월 25일의 얼마 뒤에 조선의 초대 주교로 임명되었다는 소식을 들었다. 하지만, 불행하게도 그는 조선으로 향하던 중 요동에서 뇌출혈을 일으켜 1835년 10월 20일에 숨을 거두었다. 그 소식은 곧바로 조선에 퍼졌다. 유진길과 그의 동료들은 슬픔에 잠겼지만, 다른 사제들의 입국을 돕기위한 노력을 계속했다. 한편, 그는 마치 신부처럼 행동하며 저명한 많은 학자들을 비롯하여 많은 사람들을 개종시켰다. 그러나, 그는 그의 아내와 딸들은 개종시키지 못했고, 그의 아들만이 그를 따랐다. 후일에 그의 13살 된 장남 유대철은 한국 천주교의 103위 순교성인 중에 가장 어린 사람이 되었다.

### 체포 및 투옥 그리고 고문
1839년 7월에 유진길은 집에서 체포되었다. 그의 친척들 중 많은 사람들이 그에게 배교를 간청했지만, 그는 그러기를 거절했다. 그들은 그에게 그의 가족들이게 벌어질 일과 처지 그리고 재산의 손실을 일러주었지만, 그는 그들에게 그들에게 문제를 안긴 것은 미안하지만, 몸을 돌보는 것 보다는 영혼을 구원받는 것이 더 중요하다고 말했다.
포장은 그를 심문했다. "너는 관리로서 어떻게 조정에서 금하는 종교를 고수할 수 있느냐? 천주교 교인들과 서적들이 어디에 있는지 대거라." 유진길은 아무것도 누설하지 않았고, 따라서 다섯 차례 격심한 고문을 받아 그의 살가죽이 뜯겨 나갔다.
포장은 유진길에게 앵베르 주교와 두 명의 다른 선교사들에 대해서 물었다. 유진길은 그에게 그들은 조선의 백성들에게 하느님을 가르치고 그들의 영혼의 구원을 돕고자 조선에 왔다고 말했다. 그는 그 선교사들은 결코 자신들의 부와 명예 그리고 쾌락을 추구하지 않는다고 말했다. 포장은 그들을 조선으로 보낸 사람이 누구냐고 물었다. 유진길은 자신이 그랬다고 말했다. 그러자 포장은 앵베르 주교를 데러와서 그들에게 같이 물었다. 주교는 유진길에게 조정은 이미 모방 신부와 샤스탕 신부가 조선에 있는 것을 알고 있다고 말했다.
그러나, 유진길은 조선에 있는 교회 지도자들의 이름을 대기를 거부했다. 그의 다리는 주뢰형으로 뒤틀려 버렸고, 밧줄에 묶인 채 엄청난 양의 피를 흘리고 있었다. 포장은 심문을 계속했다. "이것은 너 같이 우둔하고 낮은 신분의 사람이 혼자서 저지를 수 있는 죄가 아니다. 천주교도들 중 누가 이 일을 지시했느냐? 네가 네 나라의 아름다운 전통과 의식을 버리고 외국인들의 불충한 풍습을 받아들였기 때문에, 네가 만 번을 사형에 처해진다 하여도, 그 형벌은 너무 가볍지 않겠느냐? 이것은 엄숙한 심문이다. 따라서 한 치의 거짓도 없이 신중히 답하거라." 그들은 천주교의 가르침이 그릇되며 불충하고 반사회적이기 때문에 외국인 신부들을 조선으로 보낸 사람들은 반역죄를 지었음을 강조했다.
그런, 유진길은 태연히 대답했다. "저는 이미 심문관님들께 제가 했던 모든 것을 말씀 드렸습니다. 십 년 전에 저는 천주교를 배우기 위하여 정하상 바오로 형제님을 만나 그의 모임에 들었습니다. 저는 제가 배운 것을 회고해 보니 교회에는 반드시 사제에 의해서 행해져야 할 여러 성사와 절차가 있다는 것을 알았습니다. 하느님께서 하늘과 땅의 최고 주님이시므로, 저희는 그분을 믿어야 하며 경배해야 합니다. 제가 저지른 유일한 죄는 저희 나라에서 이 가르침이 금지된 까닭에 임금님을 속인 것 뿐입니다. 저는 이미 감옥에서 석 달을 보냈습니다. 제가 아는 교우들 중에서 일부는 사형을 받았고, 몇 명은 투옥되어 있으며 나머지는 바람처럼 흩어졌습니다. 제가 도성에서 나고 자랐다고 하여 어떻게 이 나라 안의 백성들에 대하여 무엇이든지 다 알 수 있겠습니까? 만일 제가 어떤 대역죄를 지었다면, 그것은 저 혼자만의 책임입니다." 포장은 다시 물었다. "너는 어떻게 국법을 어기면서까지 이런 반역행위를 하느냐?" 유진길은 대답했다. "어떻게 당신은 사형을 받는 것과 죽어서 지옥에 가는 것을 비교할 수 있겠습니까? 무엇이 더 나쁩니까?" 그리고 그는 다음의 말을 끝으로 더 이상 말을 하지 않았다. "저는 더 이상은 아무 말도 하지 않겠습니다. 저의 유일한 죄는 임금님을 속인 것뿐입니다."
그 후 유진길은 두 차례 더 고문을 받았다. 그의 살가죽이 더 찢겨나갔으며 뼈 여러 곳이 부러졌다. 그러나 그의 신념은 결코 흔들리지 않았으며 결국 사형 선고를 받았다.

### 순교
1839년 9월 22일, 유진길과 정하상은 한양의 서소문 밖으로 압송되었다. 유진길은 사형장으로 가는 길에도 결코 두려운 기색 하나 없었다. 그는 마치 속세에 미련 없이 그저 묵상에 잠긴 사람으로 보일 뿐이었다. 그렇게 그는 평온한 얼굴로 참수되었다.

## 시복 · 시성
유진길 아우구스티노는 1925년 7월 5일에 성 베드로 광장에서 교황 비오 11세가 집전한 79위 시복식을 통해 복자 품에 올랐고, 1984년 5월 6일에 서울특별시 여의도에서 한국 천주교 창립 200주년을 기념하여 방한한 교황 요한 바오로 2세가 집전한 미사 중에 이뤄진 103위 시성식을 통해 성인 품에 올랐다.

## 참고 문헌
- (영어) Catholic Bishop's Conference Of Korea. 103 Martryr Saints: 유진길 아우구스티노 Auguestinus Yu Chin-gil 보관됨 2014-10-19 - 웨이백 머신